# 仁賀保グリーンフィールド
仁賀保グリーンフィールド（にかほグリーンフィールド）は秋田県にかほ市の仁賀保運動公園内にあるサッカーやラグビーなどに使用されるスタジアム。施設はにかほ市が所有し、にかほ市が運営管理も行っている。

## 施設概要
2005年に改修され、2007年の第62回国民体育大会（秋田わか杉国体）でサッカー女子の部、男子少年の部の会場として使われた。サッカー・ラグビーの試合を中心に使われるが、軟式野球やソフトボールにも使われる場合があり、バックスタンドにバックネットが設置されている。2008年4月に仁賀保運動公園多目的広場から改称され、TDKサッカー部の主たるホームゲーム会場として使用された。
また、2010年にTDKサッカー部をクラブチーム化したブラウブリッツ秋田がホームゲーム開催会場および練習場として、2013年シーズンまで使用していた。
2014年6月20日から27日まで日本プロサッカーリーグ（Jリーグ）に加盟するFC東京がキャンプを開催した。

## 詳細
- 収容人員：4,430人 (メインスタンド=座席：1,300人、バック・ゴール裏スタンド=芝生席：3,130人)[4]
- 照明設備：あり
- 映像装置：無し
- 休期：12月1日から3月上旬までの冬期は利用できない。

## アクセス
- JR羽越本線・仁賀保駅から徒歩10分[1]
- JR羽越本線・仁賀保駅から車（タクシー）で2分[1]